# Communauté de communes du Pays de l’Ozon
Die Communauté de communes du Pays de l’Ozon ist ein französischer Gemeindeverband mit Rechtsform einer Communauté de communes im Département Rhône, dessen Verwaltungssitz sich in dem Ort Saint-Symphorien-d’Ozon befindet. Sein Gebiet liegt etwa 20 km südlich von Lyon am Südrand des Départements und erstreckt sich vom linken Ufer der Rhone beginnend ostwärts entlang der Talschaft des Ozon. Der 1997 gegründete Gemeindeverband besteht aus sieben Gemeinden auf einer Fläche von 77,7 km2, sein Präsident ist Jean-Jacques Brun.

## Aufgaben
Zu den vorgeschriebenen Kompetenzen gehören die Entwicklung und Förderung wirtschaftlicher Aktivitäten und des Tourismus sowie die Raumplanung auf Basis eines Schéma de Cohérence Territoriale. Der Gemeindeverband bestimmt die Wohnungsbaupolitik und betreibt die Müllabfuhr und ‑entsorgung sowie die Straßenmeisterei. Zusätzlich fördert der Verband Kultur- und Sportveranstaltungen.

## Mitgliedsgemeinden
Folgende sieben Gemeinden gehören der Communauté de communes du pays de l’Ozon an:
| Gemeinde                                 | Einwohner 1. Januar 2022 | Fläche km² | Dichte Einw./km² | Code INSEE | Postleitzahl |
| ---------------------------------------- | ------------------------ | ---------- | ---------------- | ---------- | ------------ |
| Chaponnay                                | 4.519                    | 18,89      | 239              | 69270      | 69970        |
| Communay                                 | 4.524                    | 10,54      | 429              | 69272      | 69360        |
| Marennes                                 | 1.979                    | 12,44      | 159              | 69281      | 69970        |
| Saint-Symphorien-d’Ozon                  | 6.076                    | 13,37      | 454              | 69291      | 69360        |
| Sérézin-du-Rhône                         | 3.057                    | 3,97       | 770              | 69294      | 69360        |
| Simandres                                | 1.886                    | 10,45      | 180              | 69295      | 69360        |
| Ternay                                   | 5.582                    | 8,06       | 693              | 69297      | 69360        |
| Communauté de communes du Pays de l’Ozon | 27.623                   | 77,72      | 355              | –          | –            |